# Clare Wood
Pour les articles homonymes, voir Wood.
Clare Wood (née le 8 mars 1968 en Afrique du Sud) est une joueuse de tennis britannique, professionnelle depuis le milieu des années 1980 à 1998.
En 1991, elle a joué le 3e tour à l'Open d'Australie (battue par Natasha Zvereva), sa meilleure performance en simple dans une épreuve du Grand Chelem. 
Pendant sa carrière, Clare Wood a gagné un titre en double dames sur le circuit WTA, à Wellington, associée à sa compatriote Belinda Borneo.
Elle a représenté le Royaume-Uni à trois olympiades et a notamment atteint les quarts de finale en double à Atlanta en 1996.
Elle travaille désormais comme superviseure sur le circuit WTA.

## Palmarès

### Titre en double dames
| No | Date       | Nom et lieu du tournoi             | Catégorie | Dotation  | Surface    | Partenaire     | Finalistes                     | Score    |          |
| -- | ---------- | ---------------------------------- | --------- | --------- | ---------- | -------------- | ------------------------------ | -------- | -------- |
| 1  | 03-02-1992 | Fernleaf Butter Classic Wellington | Tier V    | 100 000 $ | Dur (ext.) | Belinda Borneo | Jo-Anne Faull Julie Richardson | 6-0, 7-6 | Parcours |

### Finale en double dames
| No | Date       | Nom et lieu du tournoi             | Catégorie | Dotation  | Surface    | Vainqueures                    | Partenaire     | Score         |          |
| -- | ---------- | ---------------------------------- | --------- | --------- | ---------- | ------------------------------ | -------------- | ------------- | -------- |
| 1  | 04-02-1991 | Fernleaf Butter Classic Wellington | Tier V    | 100 000 $ | Dur (ext.) | Jo-Anne Faull Julie Richardson | Belinda Borneo | 2-6, 7-5, 7-6 | Parcours |

## Parcours en Grand Chelem

### En simple dames
| Année | Open d'Australie | Open d'Australie  | Internationaux de France | Internationaux de France | Wimbledon       | Wimbledon          | US Open         | US Open             |
| ----- | ---------------- | ----------------- | ------------------------ | ------------------------ | --------------- | ------------------ | --------------- | ------------------- |
| 1985  | n/a              | n/a               | -                        | -                        | 1er tour (1/64) | Ann Henricksson    | -               | -                   |
| 1987  | -                | -                 | -                        | -                        | 1er tour (1/64) | Bettina Bunge      | -               | -                   |
| 1988  | 1er tour (1/64)  | Barbara Potter    | 1er tour (1/64)          | Barbara Paulus           | 1er tour (1/64) | Robin White        | 1er tour (1/64) | Mercedes Paz        |
| 1989  | 1er tour (1/64)  | Hana Mandlíková   | -                        | -                        | 2e tour (1/32)  | Patty Fendick      | -               | -                   |
| 1990  | 1er tour (1/64)  | Cammy MacGregor   | -                        | -                        | 1er tour (1/64) | Anne Smith         | 2e tour (1/32)  | Martina Navrátilová |
| 1991  | 3e tour (1/16)   | Natasha Zvereva   | 1er tour (1/64)          | Cristina Tessi           | 1er tour (1/64) | Laura Arraya       | 1er tour (1/64) | Amy Frazier         |
| 1992  | 1er tour (1/64)  | Halle Carroll     | -                        | -                        | 1er tour (1/64) | Natalia Medvedeva  | 2e tour (1/32)  | Sabine Appelmans    |
| 1993  | 1er tour (1/64)  | Barbara Rittner   | 1er tour (1/64)          | Wiltrud Probst           | 2e tour (1/32)  | Steffi Graf        | 2e tour (1/32)  | Anke Huber          |
| 1994  | 1er tour (1/64)  | Nicole Provis     | 2e tour (1/32)           | Helena Suková            | 1er tour (1/64) | Ruxandra Dragomir  | 1er tour (1/64) | Nicole Arendt       |
| 1995  | -                | -                 | -                        | -                        | 1er tour (1/64) | Isabelle Demongeot | -               | -                   |
| 1996  | 1er tour (1/64)  | Conchita Martínez | -                        | -                        | 1er tour (1/64) | Claudia Porwik     | -               | -                   |
| 1997  | -                | -                 | -                        | -                        | 1er tour (1/64) | Arantxa Sánchez    | -               | -                   |

À droite du résultat, l’ultime adversaire.

### En double dames
| Année | Open d'Australie              | Open d'Australie           | Internationaux de France      | Internationaux de France   | Wimbledon                     | Wimbledon                  | US Open                       | US Open                     |
| ----- | ----------------------------- | -------------------------- | ----------------------------- | -------------------------- | ----------------------------- | -------------------------- | ----------------------------- | --------------------------- |
| 1987  | -                             | -                          | -                             | -                          | 1er tour (1/32) Valda Lake    | S. Cherneva L. Savchenko   | -                             | -                           |
| 1988  | 1er tour (1/32) Valda Lake    | Ei Iida Akemi Nishiya      | -                             | -                          | 1er tour (1/32) Valda Lake    | I. Demongeot N. Tauziat    | -                             | -                           |
| 1989  | 1er tour (1/32) Iva Budařová  | E. Smylie W. Turnbull      | 1er tour (1/32) Patricia Hy   | Steffi Graf G. Sabatini    | 2e tour (1/16) B. Borneo      | Patty Fendick Hetherington | 1er tour (1/32) Julie Salmon  | Elise Burgin R. Fairbank    |
| 1990  | 1er tour (1/32) Lone Vandborg | A. Dechaume Eva Krapl      | -                             | -                          | 1er tour (1/32) B. Borneo     | Kathy Jordan E. Smylie     | -                             | -                           |
| 1991  | 2e tour (1/16) N. van Lottum  | C. Caverzasio S. Wasserman | 3e tour (1/8) Tracey Morton   | Sandy Collins Mary Pierce  | 2e tour (1/16) B. Borneo      | S. Stafford T. Whitlinger  | 2e tour (1/16) Tracey Morton  | R. Fairbank Kohde-Kilsch    |
| 1992  | 3e tour (1/8) Tracey Morton   | L. Neiland Jana Novotná    | 3e tour (1/8) Tracey Morton   | I. Demongeot N. Tauziat    | 1er tour (1/32) B. Borneo     | A. Sánchez Helena Suková   | 2e tour (1/16) Tracey Morton  | Patty Fendick A. Strnadová  |
| 1993  | 2e tour (1/16) Tracey Morton  | Hetherington Kathy Rinaldi | 1er tour (1/32) Tracey Morton | M. Oremans Caroline Vis    | 3e tour (1/8) Valda Lake      | Lori McNeil Rennae Stubbs  | 1er tour (1/32) Valda Lake    | G. Fernández N. Zvereva     |
| 1994  | 2e tour (1/16) Valda Lake     | G. Fernández N. Zvereva    | 1er tour (1/32) Valda Lake    | A. Dechaume F. Labat       | 1er tour (1/32) Valda Lake    | Jana Novotná A. Sánchez    | 1er tour (1/32) Valda Lake    | Sandy Collins B. Nagelsen   |
| 1995  | 1er tour (1/32) Valda Lake    | K. Boogert N. Jagerman     | 1er tour (1/32) Olga Lugina   | Nicole Arendt L. Davenport | 2e tour (1/16) Jo Durie       | S. Appelmans M. Oremans    | 1er tour (1/32) Olga Lugina   | K. Kschwendt Rene Simpson   |
| 1996  | 3e tour (1/8) Nanne Dahlman   | Yayuk Basuki Caroline Vis  | 2e tour (1/16) Nanne Dahlman  | Julie Halard N. Tauziat    | 1er tour (1/32) Nanne Dahlman | D. Jones Tessa Price       | 1er tour (1/32) Nanne Dahlman | Rika Hiraki Nana Miyagi     |
| 1997  | 2e tour (1/16) Erika de Lone  | N. Kijimuta Nana Miyagi    | 1er tour (1/32) C. Barclay    | L. Neiland Helena Suková   | 3e tour (1/8) C. Barclay      | G. Fernández N. Zvereva    | 1er tour (1/32) C. Barclay    | Park Sung-hee T. Tanasugarn |
| 1998  | 1er tour (1/32) C. Dhenin     | Janet Lee Lindsay Lee      | -                             | -                          | -                             | -                          | -                             | -                           |

Sous le résultat, la partenaire ; à droite, l’ultime équipe adverse.

### En double mixte
| Année | Open d'Australie              | Open d'Australie          | Internationaux de France      | Internationaux de France   | Wimbledon                     | Wimbledon                  | US Open | US Open |
| ----- | ----------------------------- | ------------------------- | ----------------------------- | -------------------------- | ----------------------------- | -------------------------- | ------- | ------- |
| 1989  | -                             | -                         | -                             | -                          | 1er tour (1/32) David Felgate | Terry Phelps Neil Broad    | -       | -       |
| 1991  | -                             | -                         | 1er tour (1/32) Laurie Warder | Penny Barg Nick Brown      | 1er tour (1/32) Nick Brown    | N. Zvereva Jim Pugh        | -       | -       |
| 1992  | 1er tour (1/16) Laurie Warder | Katrina Adams Van Emburgh | 3e tour (1/8) C. Beckman      | L. Neiland Cyril Suk       | 1er tour (1/32) Neil Broad    | G. Sabatini Javier Frana   | -       | -       |
| 1993  | -                             | -                         | -                             | -                          | 2e tour (1/16) Mark Petchey   | Zina Garrison Rick Leach   | -       | -       |
| 1994  | -                             | -                         | -                             | -                          | 1er tour (1/32) Mark Petchey  | F. Labat Maurice Ruah      | -       | -       |
| 1995  | -                             | -                         | 3e tour (1/8) Libor Pimek     | N. Medvedeva Paul Haarhuis | 1/4 de finale Mark Petchey    | L. Davenport Grant Connell | -       | -       |
| 1996  | -                             | -                         | -                             | -                          | 1er tour (1/32) Mark Petchey  | M. Strandlund Peter Nyborg | -       | -       |
| 1997  | -                             | -                         | 1er tour (1/32) Joshua Eagle  | Lori McNeil T. Middleton   | 2e tour (1/16) Mark Petchey   | M. Bollegraf Rick Leach    | -       | -       |

Sous le résultat, le partenaire ; à droite, l’ultime équipe adverse.

## Parcours aux Jeux olympiques

### En simple dames
| # | Date       | Nom de l'olympiade           | Surface    | Résultat        | Ultime adversaire | Score    |          |
| - | ---------- | ---------------------------- | ---------- | --------------- | ----------------- | -------- | -------- |
| 1 | 20/09/1988 | Olympic Tennis Event Séoul   | Dur (ext.) | 1er tour (1/32) | Wendy Turnbull    | 6-1, 6-3 | Parcours |
| 2 | 23/07/1996 | Olympic Tennis Event Atlanta | Dur (ext.) | 1er tour (1/32) | Silvia Farina     | 6-2, 6-2 | Parcours |

### En double dames
| # | Date       | Nom de l'olympiade             | Surface      | Résultat        | Partenaire     | Ultimes adversaires                 | Score         |          |
| - | ---------- | ------------------------------ | ------------ | --------------- | -------------- | ----------------------------------- | ------------- | -------- |
| 1 | 20/09/1988 | Olympic Tennis Event Séoul     | Dur (ext.)   | 1er tour (1/8)  | Sara Gomer     | Isabelle Demongeot Nathalie Tauziat | 6-2, 4-6, 6-1 | Parcours |
| 2 | 28/07/1992 | Olympic Tennis Event Barcelone | Terre (ext.) | 1er tour (1/16) | Samantha Smith | Laura Garrone Raffaella Reggi       | 5-7, 6-1, 6-3 | Parcours |
| 3 | 23/07/1996 | Olympic Tennis Event Atlanta   | Dur (ext.)   | 1/4 de finale   | Valda Lake     | Gigi Fernández Mary Joe Fernández   | 6-2, 6-1      | Parcours |

## Parcours en Coupe de la Fédération
| #                                                                                   | Date       | Lieu       | Surface                     | Gagnante(s)                       | Perdante(s)                        | Score         |          |
|                                                                                     |            |            |                             |                                   |                                    |               |          |
| 1988 - 1er tour (groupe mondial) - Grande-Bretagne - Indonésie - 1 : 2              |            |            |                             |                                   |                                    |               |          |
| 1                                                                                   | 05/12/1988 | Melbourne  |                             | Clare Wood                        | Waya Walalangi                     | 6-2, 6-3      | Parcours |
| 1                                                                                   | 05/12/1988 | Melbourne  | Suzanna Wibowo Yayuk Basuki | Julie Salmon Clare Wood           | 7-5, 6-3                           |               | Parcours |
|                                                                                     |            |            |                             |                                   |                                    |               |          |
| 1989 - 1er tour (groupe mondial) - Indonésie - Grande-Bretagne - 0 : 3              |            |            |                             |                                   |                                    |               |          |
| 2                                                                                   | 03/10/1989 | Tokyo      | Dur (ext.)                  | Clare Wood                        | Suzanna Wibowo                     | 6-2, 6-1      | Parcours |
|                                                                                     |            |            |                             |                                   |                                    |               |          |
| 1989 - 2e tour (groupe mondial) - Grande-Bretagne - Autriche - 1 : 2                |            |            |                             |                                   |                                    |               |          |
| 3                                                                                   | 03/10/1989 | Tokyo      | Dur (ext.)                  | Judith Wiesner                    | Clare Wood                         | 6-2, 6-4      | Parcours |
|                                                                                     |            |            |                             |                                   |                                    |               |          |
| 1990 - 1er tour (groupe mondial) - République dominicaine - Grande-Bretagne - 0 : 3 |            |            |                             |                                   |                                    |               |          |
| 4                                                                                   | 23/07/1990 | Atlanta    | Dur (ext.)                  | Jo Durie Clare Wood               | Madeline Sanchez Joelle Schad      | 6-2, 6-0      | Parcours |
|                                                                                     |            |            |                             |                                   |                                    |               |          |
| 1990 - 2e tour (groupe mondial) - Grande-Bretagne - Italie - 2 : 1                  |            |            |                             |                                   |                                    |               |          |
| 5                                                                                   | 23/07/1990 | Atlanta    | Dur (ext.)                  | Jo Durie Clare Wood               | Laura Golarsa Raffaella Reggi      | 6-4, 6-1      | Parcours |
|                                                                                     |            |            |                             |                                   |                                    |               |          |
| 1990 - 1/4 de finale (groupe mondial) - Autriche - Grande-Bretagne - 2 : 1          |            |            |                             |                                   |                                    |               |          |
| 6                                                                                   | 23/07/1990 | Atlanta    | Dur (ext.)                  | Jo Durie Clare Wood               | Barbara Paulus Beate Reinstadler   | 5-2, ab.      | Parcours |
|                                                                                     |            |            |                             |                                   |                                    |               |          |
| 1991 - 1er tour (groupe mondial) - Grande-Bretagne - Nouvelle-Zélande - 2 : 0       |            |            |                             |                                   |                                    |               |          |
| 7                                                                                   | 23/07/1991 | Nottingham |                             | Clare Wood                        | Claudine Toleafoa                  | 6-3, 6-2      | Parcours |
|                                                                                     |            |            |                             |                                   |                                    |               |          |
| 1992 - 1er tour (groupe mondial) - Grande-Bretagne - États-Unis - 0 : 3             |            |            |                             |                                   |                                    |               |          |
| 8                                                                                   | 13/07/1992 | Francfort  | Terre (ext.)                | Debbie Graham Pam Shriver         | Jo Durie Clare Wood                | 6-4, 7-66     | Parcours |
|                                                                                     |            |            |                             |                                   |                                    |               |          |
| 1992 - Barrage (groupe mondial I) - Chili - Grande-Bretagne - 0 : 3                 |            |            |                             |                                   |                                    |               |          |
| 9                                                                                   | 15/07/1992 | Francfort  | Terre (ext.)                | Sara Gomer Clare Wood             | Macarena Miranda Paulina Sepulveda | 6-3, 6-1      | Parcours |
|                                                                                     |            |            |                             |                                   |                                    |               |          |
| 1992 - Barrage (groupe mondial I) - Finlande - Grande-Bretagne - 2 : 1              |            |            |                             |                                   |                                    |               |          |
| 10                                                                                  | 17/07/1992 | Francfort  | Terre (ext.)                | Sara Gomer Clare Wood             | Anne Aallonen Nanne Dahlman        | 6-1, 6-4      | Parcours |
|                                                                                     |            |            |                             |                                   |                                    |               |          |
| 1993 - 1er tour (groupe mondial) - Espagne - Grande-Bretagne - 3 : 0                |            |            |                             |                                   |                                    |               |          |
| 11                                                                                  | 20/07/1993 | Francfort  | Terre (ext.)                | Arantxa Sánchez                   | Clare Wood                         | 6-3, 6-0      | Parcours |
| 11                                                                                  | 20/07/1993 | Francfort  | Terre (ext.)                | Conchita Martínez Arantxa Sánchez | Jo Durie Clare Wood                | 6-1, 4-6, 6-1 | Parcours |
|                                                                                     |            |            |                             |                                   |                                    |               |          |
| 1993 - Barrage (groupe mondial I) - Grande-Bretagne - Pologne - 1 : 2               |            |            |                             |                                   |                                    |               |          |
| 12                                                                                  | 22/07/1993 | Francfort  | Terre (ext.)                | Clare Wood                        | Katarzyna Nowak                    | 4-0, ab.      | Parcours |
| 12                                                                                  | 22/07/1993 | Francfort  | Terre (ext.)                | Magdalena Feistel K. Teodorowicz  | Julie Salmon Clare Wood            | 4-6, 6-3, 6-2 | Parcours |

## Classements WTA en fin de saison

### En simple
| Année | 1985 | 1986 | 1987 | 1988 | 1989 | 1990 | 1991 | 1992 | 1993 | 1994 | 1995 | 1996 | 1997 |
| Rang  | 304  | 283  | 171  | 143  | 181  | 149  | 130  | 175  | 87   | 136  | 184  | 244  | 586  |

Source : (en) « Classements de Clare Wood », sur le site officiel du WTA Tour

### En double
| Année | 1986 | 1987 | 1988 | 1989 | 1990 | 1991 | 1992 | 1993 | 1994 | 1995 | 1996 | 1997 |
| Rang  | 166  | 238  | 145  | 217  | 148  | 64   | 94   | 95   | 71   | 109  | 73   | 75   |

Source : (en) « Classements de Clare Wood », sur le site officiel du WTA Tour